# WeRe-VaNa
WeRe-VaNa, de son vrai nom Évariste-Pierre Geoffroy, né le 30 décembre 1991, est un auteur-compositeur-interprète de Reggae-dancehall français.

## Biographie
WeRe-VaNa grandit avec le gwoka. Son père René et ses oncles Zagalo, Hilaire et Sergius sont musiciens du groupe de gwoka, Kan'nida. À l'adolescence, grâce à son frère, il découvre d'autres styles de musiques comme la dancehall jamaïcaine,.
En 2020, pendant le confinement lié au Covid-19, il sort Casanova (en) qui est certifié single de diamant.